# Lee Chun Hei

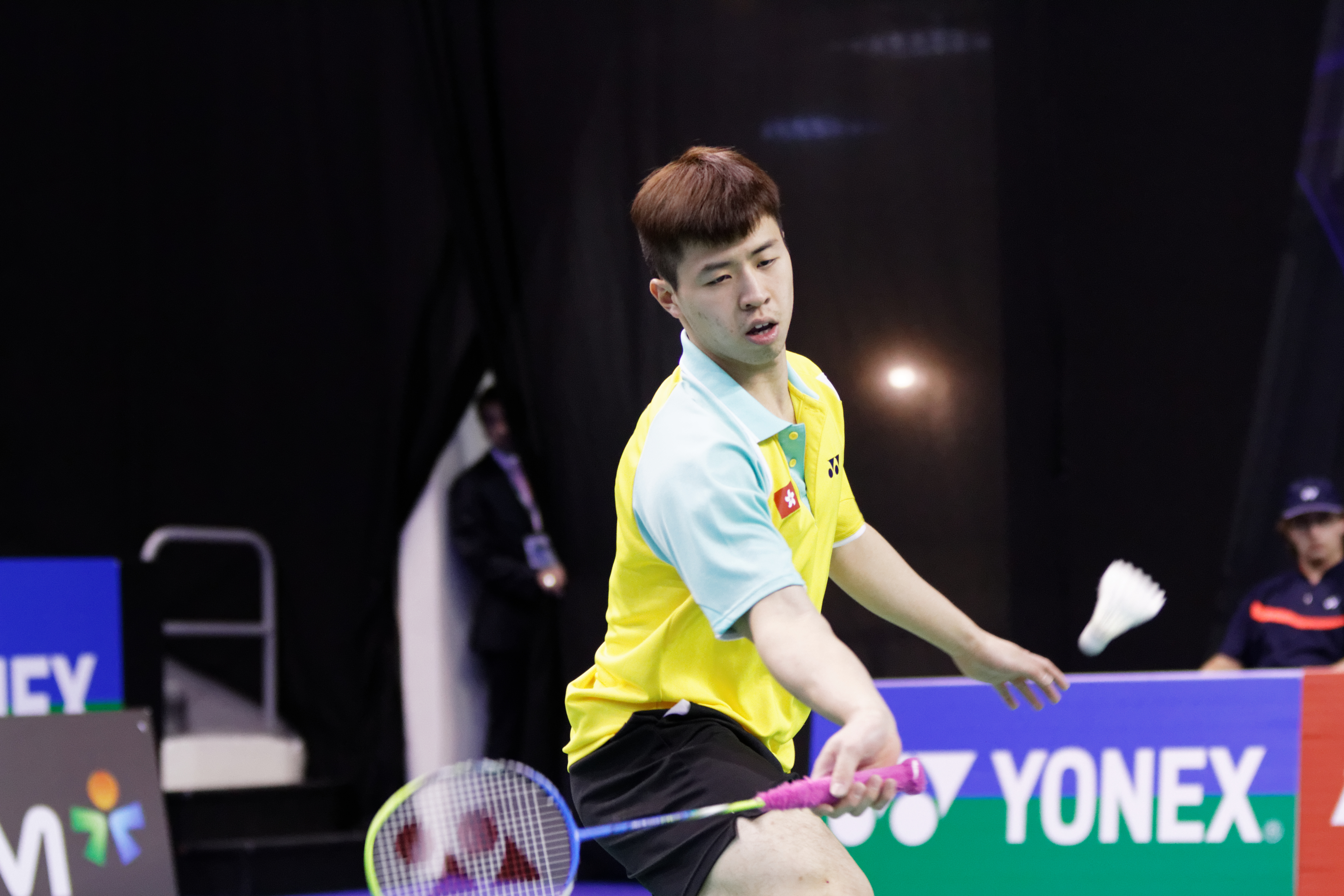
Lee Chun Hei

Reginald Lee Chun Hei (chinesisch 李晉熙; * 25. Januar 1994) ist ein Badmintonspieler aus Hongkong.

## Karriere
Reginald Lee Chun Hei wurde bei der Badminton-Juniorenweltmeisterschaft 2010 Dritter im Herrendoppel mit Ng Ka Long, ein Jahr später Fünfter. Erste Starts bei hochrangigen internationalen Veranstaltungen wie zum Beispiel bei der Hong Kong Super Series 2011 und den Macau Open 2011 folgten. 2012 startete er bei den Badminton-Asienmeisterschaften und mit seinem Nationalteam bei der Qualifikation zur Endrunde des Thomas-Cups.